# Принц од Велса (острво, Нунавут)
Острво Принц од Велса (енгл. Prince of Wales Island) је канадско арктичко острво у канадском арктичком архипелагу. Налази се између острва Викторија на западу, Самерсет на истоку, и јужно од острва краљице Елизабете. 
Острво нема сталних насеља и становника. Има површину од 33 339 km², што га чини десетим канадским острвом по величини и четрдесетим на свету. Има највећу висину од 320 метара, у североисточном крају острва. 
Први Европљанин који га је открио био је Франсис Леополд Мек Клинток 1851. на санкама током потраге за изгубљеном експедицијом Џона Френклина.

## Географија
То је ниско острво прекривено тундром са неправилном обалом дубоко разведеном заливом Омани на западу и заливом Браун на истоку. Залив Омани је добио име по адмиралу сер Еразму Оманијеју из Краљевске морнарице који је истраживао ово подручје у оквиру потраге за експедицијом Френклин.
Његова површина је процењена на 33.339 km2 (12.872 sq mi). Острво Принца од Велса је 40. по величини острво на свету и 10. по величини у Канади. Његова највиша позната тачка — са надморском висином од 424 m (1.391 ft) — је неименовано место на 73° 48′ 26″ N 97° 50′ 14″ W / 73.80722° С; 97.83722° З на крајњем североисточном крају острва, са погледом на Барингов канал који одваја острво од оближњег острва Расел.

## Историја
До европског открића овог острва је дошло 1851. године проласком конвоја на санкама Френсиса Леополда Маклинтока током потраге за последњом експедицијом Џона Френклина. Маклинток је заједно са Шерардом Озборном и Вилијамом Брауном зацртао северну половину острва. Њену јужну половину мапирао је Ален Јанг 1859. године. Име је добило по Алберту Едварду, најстаријем сину краљице Викторије, тада десетогодишњем и принцу од Велса. Касније је постао краљ Едвард VII.